# Base Belgrano II
Belgrano II é uma estação de pesquisa Argentina na Antártida.

## História
Em 1955, General Hernan Pujato fundou a primeira estação Belgrano, permanecendo por anos como a base mais ao sul. Em 5 de fevereiro de 1979 aBelgrano II foi aberta como substituição da base anterior. Uma terceira base, Belgrano III trabalhou de 1980 a 1984, mas a segunda é a única em operação, e a base argentina permanente mais ao sul desde 2010 no continente.
Embora mantida pelas Forças armadas argentinas, como todas as bases argentinas na Antártica, é operada pela agência civil Instituto Antártico Argentino ( em inglês:  Instituto Antártico Argentino ).  Começando em 2010, a base tem a tripulação de 19 homens dos quais dois são meteorologistas da Força Aérea, três são pesquisadores civis de ADN e o restante é de pessoal do Exército argentino encarregado da operação da base.
Durante os reparos do quebrador de gelo da Marinha argentina ARA Almirante Irízar que normalmente é usado para abastecer a base, a Força Aérea Argentina assume a tarefa de jogar suprimento de aeronaves Lockheed Martin KC-130 de um voo sem escalas vindo de Ushuaia na Província da Terra do Fogo 

## Experiência
Uma das principais características da base é que como resultado de sua latitude, tanto o dia como a noite são de quatro meses de extensão e o céu noturno tem a usual aurora australis. A temperatura fica entre 5 e 48 graus Celsius abaixo de zero.

### Atividades
- Estação meteorológica;
- Estudos da camada de ozônio com sondas de alta altitude e um espectrofotômetro Brewer da Organização Meteorológica Mundial operada com aEspanha;
- Estudos de auroras do sul em cooperação com a Itália;
- Investigações do campo magnético;
- Opera o sismógrafo mais ao sul sobre rocha firme;
- Geodesia (GPS e um farol Doris).